# 38628 Huya
38628 Huya este o planetă minoră (asteroid), cu un diametru de , din Plutino. A fost descoperită pe 10 martie 2000 la Mérida de Ignacio Ramón Ferrín Vázquez⁠(d) și a fost numită după Huya⁠(d). 
Obiectul prezintă o orbită caracterizată de o semiaxă mare de 39,7634548 de UAi, o excentricitate de 0,2816992, o înclinație de 15,487 ° în raport cu ecliptica.